# Francesco Toldo
Francesco Toldo (Padua, Provincia de Padova; 2 de diciembre de 1971) es un exfutbolista, dirigente deportivo y preparador de guardametas italiano. Su posición era de guardameta y su último equipo fue el Inter de Milán de la Serie A italiana. Desde el 29 de agosto de 2011, trabaja como entrenador de guardametas de la selección sub-20 italiana, que es dirigida por su excompañero de equipo en el Inter de Milán, Luigi Di Biagio.

## Trayectoria
Inició su carrera profesional en las divisiones inferiores del AC Milan, aunque nunca debutó en el primer equipo. Sucedió igual cuando fue al Hellas Verona, y luego partió al Trento Calcio, donde jugó 38 partidos.
En 1993 fichó por la ACF Fiorentina, en donde disputó ocho temporadas casi todos los partidos de liga. Después de ser seguido por clubes como FC Barcelona y Parma FC, firmó por el Inter de Milán. Fue subcampeón del Calcio Italiano, y en 2003 fue semifinalista en la Liga de Campeones de la UEFA, donde perdió ante el posteriormente campeón AC Milan. Con este club ganó la Serie A más dos Copas italianas y dos Supercopas italianas. Fue portero suplente en el Inter de Milán cuando llegó el guardameta brasileño Júlio César. En el 2010 anunció su retiro del fútbol, tras nueve años en el Inter.

## Selección nacional
Su debut con la selección mayor fue el 8 de octubre de 1995 en el empate 1-1 contra Croacia tras reemplazar a Gianfranco Zola a los nueve minutos de juego, esto debido a la expulsión del guardameta titular, Luca Bucci. Volvió a jugar, pero esta vez de titular, en un partido válido por las clasificatorias a Francia 1998 frente a Moldavia, que ganaron por 1-3 con dos tantos de Ravanelli y uno de Casiraghi.
Finalmente, Italia acabó las eliminatorias segundo, por lo que disputó una repesca ante Rusia, a la que derrotaron en el global por 2-1. Ya clasificados al Mundial, entró en la lista final de veintitrés jugadores que disputaría el torneo debido a la lesión de Angelo Peruzzi. A pesar de esto, no participó en ningún partido del equipo, que llegó hasta cuartos de final, ya que Gianluca Pagliuca disputó los cinco partidos. 
Tras ello, no jugó ningún partido de las eliminatorias a la Eurocopa 2000, a la que clasificaron tras quedar primeros del Grupo B, debido a que en estas fue el tercer guardameta detrás de Peruzzi y Gianluigi Buffon. Pero, y luego de que Peruzzi se lesionara durante las clasificatorias y que Buffon se fracturara la mano en un amistoso previo al torneo,  el arquero de la Fiorentina tuvo su oportunidad como titular. En el encuentro inicial, frente a Turquía, Italia tuvo ciertas complicaciones y solo logró ganar por 2-1. Además, se le culpó por el gol de Okan Buruk, que definió tras una mala salida suya. A pesar de esto, su selección se afirmó en el torneo y ganó su grupo invicta con nueve puntos. Durante esta primera parte, el portero solo recibió dos goles, uno de Henrik Larsson en el encuentro ante Suecia y el de Buruk en el debut.  Ya en la fase final, mantuvo su portería en cero hasta la final. Incluso, en las semifinales frente a Países Bajos detuvo tres penales, uno durante el encuentro y otros dos en la tanda de penales, instancia a la que llegaron tras empatar 0-0 en los noventa minutos y en la prórroga. Finalmente, gracias a sus paradas a de Boer y Bosvelt,  consiguieron la clasificación a la final. Debido a su actuación en el encuentro, la UEFA le dio el «Premio de la UEFA al mejor jugador del encuentro». En la final, Italia tuvo grandes oportunidades para llevarse el torneo luego del tanto de Marco Delvecchio, pero en los minutos finales Sylvain Wiltord empató el partido y lo llevó a la prórroga, donde finalmente Francia se impuso con un gol de oro de Trezeguet.  Con seis partidos y solo cuatro goles encajados, Toldo quedó dentro del equipo ideal del torneo.
Tras participar en la Eurocopa, y luego de la recuperación de Buffon, volvió a la suplencia y solo jugó en tres partidos en las clasificatorias a Corea y Japón 2002, mundial al que clasificaron tras quedar primeros del Grupo 8. Finalmente, fue convocado como portero suplente y no jugó ningún minuto en una Italia que llegó solo hasta los octavos de final, instancia en la que los eliminó el anfitrión, Corea del Sur.
Luego de que Buffon se consolidara como el primer guardameta de la selección italiana, solo jugó en algunos amistosos. Su último partido con la azzurra fue el 18 de febrero de 2004 ante República Checa.  A pesar de esto, volvió a ser convocado para la Eurocopa 2004, pero como suplente. Luego de que los italianos acabaran eliminados en primera fase, sin lograr reeditar lo hecho el 2000, anunció su retirada de la selección con las siguientes palabras: «Agradezco a todos, dirigentes, técnicos y compañeros, la experiencia adquirida en estos once años con la camiseta italiana, tanto en categoría juvenil como con la absoluta. Me voy con una certeza: Italia está en buenos manos, pues en Portugal [Gianluigi] Buffon confirmó que es un magnífico portero y un buen compañero. Ahora me dedicaré a las vacaciones, a la familia y al reposo. Después, solo a mi club». Además, aclaró que la decisión la había tomado antes del torneo, pero que no lo había mencionado «ya que no deseaba anteponer las cuestiones personales a los intereses del grupo». En total jugó veintiocho partidos con la selección absoluta de Italia.

### Participaciones en Copas del Mundo
| Copa              | Sede                | Resultado        | Partidos | Goles |
| ----------------- | ------------------- | ---------------- | -------- | ----- |
| Copa Mundial 1998 | Francia             | Cuartos de final | 0        | 0     |
| Copa Mundial 2002 | Corea del Sur Japón | Octavos de final | 0        | 0     |

### Participaciones en Eurocopas
| Copa          | Sede                   | Resultado    | Partidos | Goles |
| ------------- | ---------------------- | ------------ | -------- | ----- |
| Eurocopa 1996 | Inglaterra             | Primera fase | 0        | 0     |
| Eurocopa 2000 | Bélgica · Países Bajos | Subcampeón   | 6        | -4    |
| Eurocopa 2004 | Portugal               | Primera fase | 0        | 0     |

## Estadísticas

### Clubes
Actualizado el 23 de febrero de 2013.
| Club | Div.          | Temporada     | Liga  | Liga  | Copa Italia | Copa Italia | Torneos internacionales(1) | Torneos internacionales(1) | Otros(2) | Otros(2) | Total | Total |
| Club | Div.          | Temporada     | Part. | Goles | Part.       | Goles       | Part.                      | Goles                      | Part.    | Goles    | Part. | Goles |
| --- | ------------- | ------------- | ----- | ----- | ----------- | ----------- | -------------------------- | -------------------------- | -------- | -------- | ----- | ----- |
| Trento Calcio · Italia | 4.ª           | 1991-92       | 38    | -24   | 0           | 0           | —                          | —                          | —        | —        | 38    | -24   |
| Ravenna Calcio · Italia | 3.ª           | 1992-93       | 31    | -21   | 0           | 0           | —                          | —                          | —        | —        | 31    | -21   |
| A. C. F. Fiorentina · Italia | 2.ª           | 1993-94       | 33    | -14   | 5           | -2          | —                          | —                          | —        | —        | 38    | -16   |
| A. C. F. Fiorentina · Italia | 1.ª           | 1994-95       | 34    | -56   | 5           | -6          | —                          | —                          | —        | —        | 39    | -62   |
| A. C. F. Fiorentina · Italia | 1.ª           | 1995-96       | 34    | -41   | 8           | -4          | —                          | —                          | —        | —        | 42    | -45   |
| A. C. F. Fiorentina · Italia | 1.ª           | 1996-97       | 32    | -40   | 3           | -4          | 8                          | -7                         | 1        | -1       | 44    | -52   |
| A. C. F. Fiorentina · Italia | 1.ª           | 1997-98       | 34    | -36   | 3           | -4          | —                          | —                          | —        | —        | 37    | -40   |
| A. C. F. Fiorentina · Italia | 1.ª           | 1998-99       | 33    | -39   | 10          | -8          | 3                          | -1                         | —        | —        | 46    | -48   |
| A. C. F. Fiorentina · Italia | 1.ª           | 1999-00       | 34    | -38   | 3           | -1          | 13                         | -14                        | —        | —        | 50    | -53   |
| A. C. F. Fiorentina · Italia | 1.ª           | 2000-01       | 32    | -48   | 6           | -3          | 2                          | -5                         | —        | —        | 40    | -56   |
| A. C. F. Fiorentina · Italia | Total club    | Total club    | 266   | -312  | 43          | -32         | 26                         | -27                        | 1        | -1       | 336   | -372  |
| Inter de Milán · Italia | 1.ª           | 2001-02       | 33    | -35   | 1           | -2          | 9                          | -7                         | —        | —        | 43    | -44   |
| Inter de Milán · Italia | 1.ª           | 2002-03       | 32    | -37   | 1           | -2          | 18                         | -19                        | —        | —        | 51    | -58   |
| Inter de Milán · Italia | 1.ª           | 2003-04       | 32    | -35   | 2           | -2          | 11                         | -17                        | —        | —        | 45    | -54   |
| Inter de Milán · Italia | 1.ª           | 2004-05       | 30    | -28   | 2           | 0           | 7                          | -9                         | —        | —        | 39    | -37   |
| Inter de Milán · Italia | 1.ª           | 2005-06       | 9     | -5    | 5           | -4          | 5                          | -5                         | 1        | 0        | 20    | -11   |
| Inter de Milán · Italia | 1.ª           | 2006-07       | 6     | -4    | 9           | -7          | 2                          | -2                         | 1        | -3       | 18    | -16   |
| Inter de Milán · Italia | 1.ª           | 2007-08       | 3     | -1    | 5           | -6          | 0                          | 0                          | 0        | 0        | 8     | -7    |
| Inter de Milán · Italia | 1.ª           | 2008-09       | 3     | -4    | 3           | -5          | 1                          | 0                          | 0        | 0        | 7     | -9    |
| Inter de Milán · Italia | 1.ª           | 2009-10       | 0     | 0     | 3           | -1          | 0                          | 0                          | 0        | 0        | 3     | -1    |
| Inter de Milán · Italia | Total club    | Total club    | 149   | -149  | 31          | -29         | 53                         | -59                        | 2        | -3       | 234   | -240  |
| Total carrera | Total carrera | Total carrera | 483   | -506  | 74          | -61         | 79                         | -86                        | 3        | -4       | 639   | -657  |
| (1) Incluye datos de la Recopa de Europa (1996-97), Copa de la UEFA (1998-02) y Liga de Campeones (1999-09). (2) Incluye datos de la Supercopa de Italia (1996-06). |               |               |       |       |             |             |                            |                            |          |          |       |       |

### Selección nacional
Actualizado el 24 de febrero de 2013.
| Estadísticas en la selección mayor de Italia | Estadísticas en la selección mayor de Italia | Estadísticas en la selección mayor de Italia | Estadísticas en la selección mayor de Italia | Estadísticas en la selección mayor de Italia | Estadísticas en la selección mayor de Italia | Estadísticas en la selección mayor de Italia |
| --- | -------------------------------------------- | -------------------------------------------- | -------------------------------------------- | -------------------------------------------- | -------------------------------------------- | -------------------------------------------- |
| \| Fecha \| Ciudad \| Local \| Resultado \| Visitante \| Competición \| Goles concedidos \| \| ----------------------- \| ----------------- \| -------------------- \| --------------- \| ----------------- \| ------------------------------------ \| ---------------- \| \| 8 de octubre de 1995 \| Split \| Croacia \| 1:1 \| Italia \| Clasificatorias a la Eurocopa 1996 \| -1 \| \| 24 de eneno de 1996 \| Terni \| Italia \| 3:0 \| Gales \| Amistoso \| 0 \| \| 1 de junio de 1996 \| Budapest \| Hungría \| 3:0 \| Italia \| Amistoso \| 0 \| \| 5 de octubre de 1996 \| Chisináu \| Moldavia \| 1:3 \| Italia \| Clasificatorias a Francia 1998 \| -1 \| \| 9 de octubre de 1996 \| Perugia \| Italia \| 1:0 \| Georgia \| Clasificatorias a Francia 1998 \| 0 \| \| 6 de noviembre de 1996 \| Sarajevo \| Bosnia y Herzegovina \| 2:1 \| Italia \| Amistoso \| -2 \| \| 26 de abril de 2000 \| Regio de Calabria \| Italia \| 2:0 \| Portugal \| Amistoso \| 0 \| \| 3 de junio de 2000 \| Oslo \| Noruega \| 1:0 \| Italia \| Amistoso \| -1 \| \| 11 de junio de 2000 \| Arnhem \| Turquía \| 1:2 \| Italia \| Eurocopa 2000 \| -1 \| \| 14 de junio de 2000 \| Bruselas \| Bélgica \| 0:2 \| Italia \| Eurocopa 2000 \| 0 \| \| 19 de junio de 2000 \| Eindhoven \| Italia \| 2:1 \| Suecia \| Eurocopa 2000 \| -1 \| \| 24 de junio de 2000 \| Bruselas \| Italia \| 2:0 \| Rumanía \| Eurocopa 2000 \| 0 \| \| 29 de junio de 2000 \| Ámsterdam \| Países Bajos \| 0:0 / 0:0 / 1:3 \| Italia \| Eurocopa 2000 \| 0 \| \| 2 de julio de 2000 \| Róterdam \| Italia \| 1:1 / 2:1 \| Francia \| Eurocopa 2000 \| -2 \| \| 3 de septiembre de 2000 \| Budapest \| Hungría \| 2:2 \| Italia \| Clasificatorias a Corea y Japón 2002 \| -2 \| \| 7 de octubre de 2000 \| Milán \| Italia \| 3:0 \| Rumanía \| Clasificatorias a Corea y Japón 2002 \| 0 \| \| 11 de octubre de 2000 \| Ancona \| Italia \| 2:0 \| Georgia \| Clasificatorias a Corea y Japón 2002 \| 0 \| \| 25 de abril de 2001 \| Perugia \| Italia \| 1:0 \| Sudáfrica \| Amistoso \| 0 \| \| 5 de septiembre de 2001 \| Piacenza \| Italia \| 1:0 \| Marruecos \| Amistoso \| 0 \| \| 13 de febrero de 2002 \| Catania \| Italia \| 1:0 \| Estados Unidos \| Amistoso \| 0 \| \| 17 de abril de 2002 \| Milán \| Italia \| 1:1 \| Uruguay \| Amistoso \| -1 \| \| 18 de mayo de 2002 \| Praga \| República Checa \| 1:0 \| Italia \| Amistoso \| -1 \| \| 20 de noviembre de 2002 \| Pescara \| Italia \| 1:1 \| Turquía \| Amistoso \| -1 \| \| 12 de febrero de 2003 \| Génova \| Italia \| 1:0 \| Portugal \| Amistoso \| 0 \| \| 3 de junio de 2003 \| Campobasso \| Italia \| 1:0 \| Irlanda del Norte \| Amistoso \| 0 \| \| 12 de noviembre de 2003 \| Varsovia \| Polonia \| 3:1 \| Italia \| Amistoso \| -3 \| \| 16 de noviembre de 2003 \| Ancona \| Italia \| 1:0 \| Rumanía \| Amistoso \| 0 \| \| 18 de febrero de 2004 \| Palermo \| Italia \| 2:2 \| República Checa \| Amistoso \| -2 \| \| Total \| \| Presencias \| 28 \| \| Goles concedidos \| -19 \| |                                              |                                              |                                              |                                              |                                              |                                              |
| Fecha | Ciudad                                       | Local                                        | Resultado                                    | Visitante                                    | Competición                                  | Goles concedidos                             |
| 8 de octubre de 1995 | Split                                        | Croacia                                      | 1:1                                          | Italia                                       | Clasificatorias a la Eurocopa 1996           | -1                                           |
| 24 de eneno de 1996 | Terni                                        | Italia                                       | 3:0                                          | Gales                                        | Amistoso                                     | 0                                            |
| 1 de junio de 1996 | Budapest                                     | Hungría                                      | 3:0                                          | Italia                                       | Amistoso                                     | 0                                            |
| 5 de octubre de 1996 | Chisináu                                     | Moldavia                                     | 1:3                                          | Italia                                       | Clasificatorias a Francia 1998               | -1                                           |
| 9 de octubre de 1996 | Perugia                                      | Italia                                       | 1:0                                          | Georgia                                      | Clasificatorias a Francia 1998               | 0                                            |
| 6 de noviembre de 1996 | Sarajevo                                     | Bosnia y Herzegovina                         | 2:1                                          | Italia                                       | Amistoso                                     | -2                                           |
| 26 de abril de 2000 | Regio de Calabria                            | Italia                                       | 2:0                                          | Portugal                                     | Amistoso                                     | 0                                            |
| 3 de junio de 2000 | Oslo                                         | Noruega                                      | 1:0                                          | Italia                                       | Amistoso                                     | -1                                           |
| 11 de junio de 2000 | Arnhem                                       | Turquía                                      | 1:2                                          | Italia                                       | Eurocopa 2000                                | -1                                           |
| 14 de junio de 2000 | Bruselas                                     | Bélgica                                      | 0:2                                          | Italia                                       | Eurocopa 2000                                | 0                                            |
| 19 de junio de 2000 | Eindhoven                                    | Italia                                       | 2:1                                          | Suecia                                       | Eurocopa 2000                                | -1                                           |
| 24 de junio de 2000 | Bruselas                                     | Italia                                       | 2:0                                          | Rumanía                                      | Eurocopa 2000                                | 0                                            |
| 29 de junio de 2000 | Ámsterdam                                    | Países Bajos                                 | 0:0 / 0:0 / 1:3                              | Italia                                       | Eurocopa 2000                                | 0                                            |
| 2 de julio de 2000 | Róterdam                                     | Italia                                       | 1:1 / 2:1                                    | Francia                                      | Eurocopa 2000                                | -2                                           |
| 3 de septiembre de 2000 | Budapest                                     | Hungría                                      | 2:2                                          | Italia                                       | Clasificatorias a Corea y Japón 2002         | -2                                           |
| 7 de octubre de 2000 | Milán                                        | Italia                                       | 3:0                                          | Rumanía                                      | Clasificatorias a Corea y Japón 2002         | 0                                            |
| 11 de octubre de 2000 | Ancona                                       | Italia                                       | 2:0                                          | Georgia                                      | Clasificatorias a Corea y Japón 2002         | 0                                            |
| 25 de abril de 2001 | Perugia                                      | Italia                                       | 1:0                                          | Sudáfrica                                    | Amistoso                                     | 0                                            |
| 5 de septiembre de 2001 | Piacenza                                     | Italia                                       | 1:0                                          | Marruecos                                    | Amistoso                                     | 0                                            |
| 13 de febrero de 2002 | Catania                                      | Italia                                       | 1:0                                          | Estados Unidos                               | Amistoso                                     | 0                                            |
| 17 de abril de 2002 | Milán                                        | Italia                                       | 1:1                                          | Uruguay                                      | Amistoso                                     | -1                                           |
| 18 de mayo de 2002 | Praga                                        | República Checa                              | 1:0                                          | Italia                                       | Amistoso                                     | -1                                           |
| 20 de noviembre de 2002 | Pescara                                      | Italia                                       | 1:1                                          | Turquía                                      | Amistoso                                     | -1                                           |
| 12 de febrero de 2003 | Génova                                       | Italia                                       | 1:0                                          | Portugal                                     | Amistoso                                     | 0                                            |
| 3 de junio de 2003 | Campobasso                                   | Italia                                       | 1:0                                          | Irlanda del Norte                            | Amistoso                                     | 0                                            |
| 12 de noviembre de 2003 | Varsovia                                     | Polonia                                      | 3:1                                          | Italia                                       | Amistoso                                     | -3                                           |
| 16 de noviembre de 2003 | Ancona                                       | Italia                                       | 1:0                                          | Rumanía                                      | Amistoso                                     | 0                                            |
| 18 de febrero de 2004 | Palermo                                      | Italia                                       | 2:2                                          | República Checa                              | Amistoso                                     | -2                                           |
| Total |                                              | Presencias                                   | 28                                           |                                              | Goles concedidos                             | -19                                          |

### Resumen estadístico
| Competición               | Partidos | Goles concedidos | Promedio |
| ------------------------- | -------- | ---------------- | -------- |
| Primera división          | 380      | 447              | 1.17     |
| Segunda división          | 33       | 14               | 0.42     |
| Tercera división          | 31       | 21               | 0.67     |
| Cuarta división           | 38       | 24               | 0.55     |
| Copas nacionales          | 74       | 61               | 0.82     |
| Copas internacionales     | 81       | 86               | 1.06     |
| Selección nacional adulta | 29       | 19               | 0.65     |
| Total                     | 666      | 672              | 1.009    |

## Palmarés

### Campeonatos nacionales
| Título              | Club                | País   | Año  |
| ------------------- | ------------------- | ------ | ---- |
| Serie C1            | Ravenna Calcio      | Italia | 1993 |
| Serie B             | A. C. F. Fiorentina | Italia | 1994 |
| Copa Italia         | A. C. F. Fiorentina | Italia | 1996 |
| Supercopa de Italia | A. C. F. Fiorentina | Italia | 1996 |
| Copa Italia         | A. C. F. Fiorentina | Italia | 2001 |
| Copa Italia         | Inter de Milán      | Italia | 2005 |
| Supercopa de Italia | Inter de Milán      | Italia | 2005 |
| Supercopa de Italia | Inter de Milán      | Italia | 2006 |
| Serie A             | Inter de Milán      | Italia | 2006 |
| Copa Italia         | Inter de Milán      | Italia | 2006 |
| Serie A             | Inter de Milán      | Italia | 2007 |
| Serie A             | Inter de Milán      | Italia | 2008 |
| Supercopa de Italia | Inter de Milán      | Italia | 2008 |
| Serie A             | Inter de Milán      | Italia | 2009 |
| Copa Italia         | Inter de Milán      | Italia | 2010 |

### Campeonatos internacionales
| Título            | Club                       | Sede    | Año  |
| ----------------- | -------------------------- | ------- | ---- |
| Eurocopa Sub-21   | Selección de Italia sub-21 | Francia | 1994 |
| Liga de Campeones | Inter de Milán             | Madrid  | 2010 |

### Distinciones individuales
| Distinción                                    | Año  |
| --------------------------------------------- | ---- |
| Oscar del Calcio como mejor arquero           | 2000 |
| Parte del equipo ideal de la Eurocopa 2000    | 2000 |
| Tercer mejor portero del mundo según la IFFHS | 2000 |